# Adrianne Palicki
Adrianne Lee Palicki (Toledo, Ohio, 6 de mayo de 1983) es una actriz estadounidense conocida por su papel de Tyra Collette en la serie televisiva Friday Night Lights, como Bobbi Morse/Mockingbird en la serie Agents of S.H.I.E.L.D. de la cadena ABC y por su papel de Jessica Moore en la serie Supernatural.

## Biografía
Adrianne Palicki es hija de Nancy French-Palicki y de Jeffrey Palicki, y tiene un hermano mayor, Eric Palicki, que es escritor de cómics.

## Carrera
Aparece en el piloto de la serie inspirada en Aquaman, Mercy Reef, como una sirena malvada, pero CW no siguió desarrollando la serie, como resultado de la fusión entre UPN y The WB que ocurrió mientras se filmaba el piloto.
Actuó en el piloto de la serie de The WB Supernatural como Jessica Moore, la novia de Sam Winchester asesinada por un demonio. Palicki apareció como Whitney Addison en Popstar, junto a Aaron Carter y Mary Elise Hayden,  y también hizo una aparición en el vídeo musical de Will.i.am llamado "We Are The Ones", realizado en apoyo al aspirante presidencial Barack Obama.
En 2010 protagonizó la película Legión, del director Scott Stewart, junto a Paul Bettany, interpretando a Charlie, una futura madre soltera con la misión de traer al nuevo mesías al mundo.
En 2013 apareció en la secuela de la película G.I. Joe, llamada G.I. Joe: Retaliation, interpretando el papel de Lady Jaye.
En 2014 actuó junto a Keanu Reeves en el filme de acción John Wick, y también en el mismo año se incorporó a la segunda temporada de la serie de la ABC Agents of S.H.I.E.L.D., en el papel de Mockingbird.

## Filmografía

### Cine
| Año  | Película              | Personaje       | Comentarios |
| ---- | --------------------- | --------------- | ----------- |
| 2003 | Getting Rachel Back   | Rachel          |             |
| 2003 | Rewrite               | La niña bonita  |             |
| 2005 | Popstar               | Whitney Addison |             |
| 2006 | Seven Mummies         | Isabelle        |             |
| 2009 | Women in Trouble      | Holly Rocket    |             |
| 2010 | Legion                | Charlie         |             |
| 2010 | Elektra Luxx          | Holly Rocket    |             |
| 2011 | Breaking the Girl     | Alex            |             |
| 2012 | Red Dawn              | Toni Walsh      |             |
| 2013 | G.I. Joe: Retaliation | Lady Jaye       |             |
| 2014 | John Wick             | Miss Perkins    |             |
| 2014 | Dr. Cabbie            | Natalie Wilman  |             |

### Televisión
| Año           | Serie                          | Personaje         | Comentarios                                            |
| ------------- | ------------------------------ | ----------------- | ------------------------------------------------------ |
| 2004          | Smallville                     | Kara de Krypton   | 1 episodio                                             |
| 2004          | Quintuplets                    | Jessica Geiger    | 1 episodio                                             |
| 2004          | CSI: Crime Scene Investigation | Miranda           | 1 episodio                                             |
| 2005          | North Shore                    | Lisa Ruddnick     | 2 episodios                                            |
| 2005—2009     | Supernatural                   | Jessica Moore     | 4 episodios                                            |
| 2006          | South Beach                    | Brianna           | 7 episodios                                            |
| 2006—2010     | Friday Night Lights            | Tyra Collette     | 50 episodios                                           |
| 2007—2009     | Robot Chicken                  | Varios personajes | 4 episodios (voz)                                      |
| 2009          | CSI: Miami                     | Marisa Dixon      | 1 episodio                                             |
| 2009          | Titan Maximum                  | Clare             | 4 episodios (voz)                                      |
| 2010          | Padre de familia               |                   | 1 episodio (voz)                                       |
| 2010          | Lone Star                      | Techador          | Aparición regular                                      |
| 2011          | Mentes criminales              | Sydney Manning    | 1 episodio                                             |
| 2014          | About a Boy                    | Samantha Lake     | Aparición regular                                      |
| 2014—2016     | Agents of S.H.I.E.L.D.         | Bobbi Morse       | Personaje principal (Temporada 2 y 3), serie de TV ABC |
| 2017—presente | The Orville                    | Kelly Grayson     | Personaje principal                                    |